# Nanto, Veneto
Nanto este un oraș și comună din provincia Vicenza, regiunea Veneto, Italia, cu o populație de 3.118 locuitori și o suprafață de 14,35 km².

## Demografie
Nanto - evoluția demografică

|  | Graficele sunt indisponibile din cauza unor probleme tehnice. Mai multe informații se găsesc la Phabricator și la wiki-ul MediaWiki. |

Date: Recensăminte sau birourile de statistică - grafică realizată de Wikipedia